# スコットランドサッカー協会
スコットランドサッカー協会（スコットランドサッカーきょうかい、英: The Scottish Football Association, SFA, The Scottish FA）は、スコットランドのサッカーを統括する競技運営団体。略称はSFA。
1873年に創立されており、フットボール・アソシエーション（FA）に次ぎ世界で2番目に古い歴史を持つサッカー協会である。
なお、スコットランドラグビー協会（Scottish Rugby Union、SRU）の1920年代まで知られていた名称であるスコットランドフットボール協会とは異なる。

## 概要
スコットランドサッカー協会は、サッカー競技規則を制定する国際サッカー評議会のメンバーである。また、国際サッカー連盟（FIFA）のメンバーであり、欧州サッカー連盟（UEFA）の創立メンバーでもある。
本部は、首都であるグラスゴーのハムデン・パークに置かれる。ここにはスコットランドサッカー博物館も存在する。
スコットランドサッカー協会はサッカースコットランド代表を組織する役割を担っている他、毎年行われるスコティッシュカップの主催やスコットランドにおける試合を機能させるための重要な義務を担っている。

## 歴史
1860年代にスコットランドの最も初期のフットボールクラブが結成されたのに続いて、フットボール競技は急速に拡大していったが、公式な統括団体はなく、試合はしばしば無計画に組まれていた。
1867年に設立されたグラスゴーのクラブであるクイーンズ・パークが先導し、1873年にグラスゴーの新聞に掲載された広告を受けて、7つのクラブ（クイーンズ・パーク、クライズデール、ヴェイル・オブ・リーヴェン、ダンブレック、サード・ラナーク、イースタン、グランヴィル）の代表が1873年3月13日の会合に出席した。さらに、キルマーノックも加入を望むことが記された書状を送った。
この日、これら8つのクラブによってスコットランドサッカー協会が結成され、以下のように決議された。
ここに代表を送ったクラブはザ・フットボール・アソシエーションの規則に従ってフットボールの振興のための協会を結成し、この協会で結ばれたクラブは毎年開催されるチャレンジカップと大会の規則を定める委員会に出資をする。

## 運営・組織
- スコティッシュカップ
- スコティッシュユースカップ（英語版）
- サッカースコットランド代表
- サッカースコットランドB代表（英語版）
- U-21サッカースコットランド代表
- サッカースコットランド女子代表